# Álvaro Coimbra
Álvaro Eduardo Coimbra Cornejo (La Paz, Bolivia; 8 de diciembre de 1981) es un abogado y político boliviano que ocupó el alto cargo de Ministro de Justicia y Transparencia Institucional de Bolivia desde el 13 de noviembre de 2019 hasta el 8 de noviembre de 2020 durante el gobierno de la presidenta Jeanine Áñez Chávez. Cabe mencionar que Coimbra estuvo entre los ministros más jóvenes de todo el gabinete ministerial junto a Isabel Fernández Suárez (1980), Rodrigo Guzmán Collao (1983) y Milton Navarro Mamani (1985)

## Biografía
Álvaro Coimbra nació en la ciudad de La Paz el 8 de diciembre de 1981. A sus 15 años de edad (en 1996), su familia se trasladó a vivir a la ciudad de Trinidad. En dicho lugar, Coimbra terminaría sus estudios secundarios en el colegio Christa Mcauliffe saliendo bachiller el año 1999 y continuaría con sus estudios superiores, ingresando a la carrera de derecho de la Universidad Autónoma del Beni "José Ballivián" de donde se graduraria como abogado de profesión el año 2005. Posteriormente obtuvo una maestría en derecho constitucional en la Universidad Andina Simón Bolívar en Santa Cruz de la Sierra.
Comenzó su vida laboral profesional el año 2006, empezando a trabajar como consultor jurídico del entonces prefecto Ernesto Suárez Sattori. Luego, en el año 2010, Coimbra ocuparía el cargo de director procesal en la gobernación del Beni. En 2011, ingresó a trabajar al municipio de Trinidad, siendo asesor jurídico de la presidencia del concejo municipal trinitario y poco tiempo después volvió a la gobernación como director de justicia.

## Carrera política

### Diputado supraestatal suplente (2015-2019)
Álvaro Coimbra ingresó a la vida política boliviana siendo todavía un joven de apenas 33 años de edad cuando decidió participar en las elecciones nacionales de octubre de 2014 como postulante al cargo de diputado suplente supraestatal en representación de la alianza política Unidad Demócrata (UD). Logró acceder al  curul parlamentario, posesionándose el 22 de enero de 2015.

### Elecciones nacionales de 2019
Coimbra participó en las elecciones nacionales de 2019, postulando nuevamente al cargo de diputado supraestatal, pero esta vez en representación de la alianza política "Bolivia Dice NO". Pero cabe mencionar que los resultados de dichas elecciones fueron anuladas.

### Ministro de Justicia de Bolivia (2019-2020)
El 13 de noviembre de 2019, la presidenta de Bolivia Jeanine Añez Chávez posesionó al abogado Álvaro Coimbra Cornejo de 38 años de edad como el nuevo ministro de Justicia y Transparencia Institucional de Bolivia. En reemplazo del anterior ministro (Héctor Arce Zaconeta) que se encontraba refugiado en la embajada de México en Bolivia ubicada en la ciudad de La Paz.

### Encarcelamiento en San Pedro (2021-2024)
Después de 4 meses de haber terminado sus funciones como ministro de justicia en noviembre de 2020, cabe mencionar que el día viernes 12 de marzo de 2021, Álvaro Coimbra fue aprehendido por la policía boliviana mientras se encontraba en su domicilio particular en la ciudad de Trinidad. Fue llevado inmediatamente al aeropuerto Teniente Jorge Henrich Arauz de la capital beniana en donde ya se encontraba un fuerte disposito policial con la intención de evitar cualquier posible reacción del pueblo beniano. Posteriormente fue trasladado mediante vía aérea a la ciudad de La Paz, a donde llegó aproximadamente a las 19:50 de la noche junto al exministro de energías Rodrigo Guzmán, que también había sido aprehendido ese mismo día.
Después de haber cumplido los 14 días de aislamiento obligatorio preventivo en las celdas de la FELCC (Fuerza Especial de Lucha Contra el Crimen) por motivos del COVID-19, finalmente el 31 de marzo de 2021 Coimbra junto a Guzmán fueron trasladados al recinto penitenciario de San Pedro de la ciudad de La Paz, siendo ubicados en el "sector de La Posta".